# Pölle 49 (Quedlinburg)

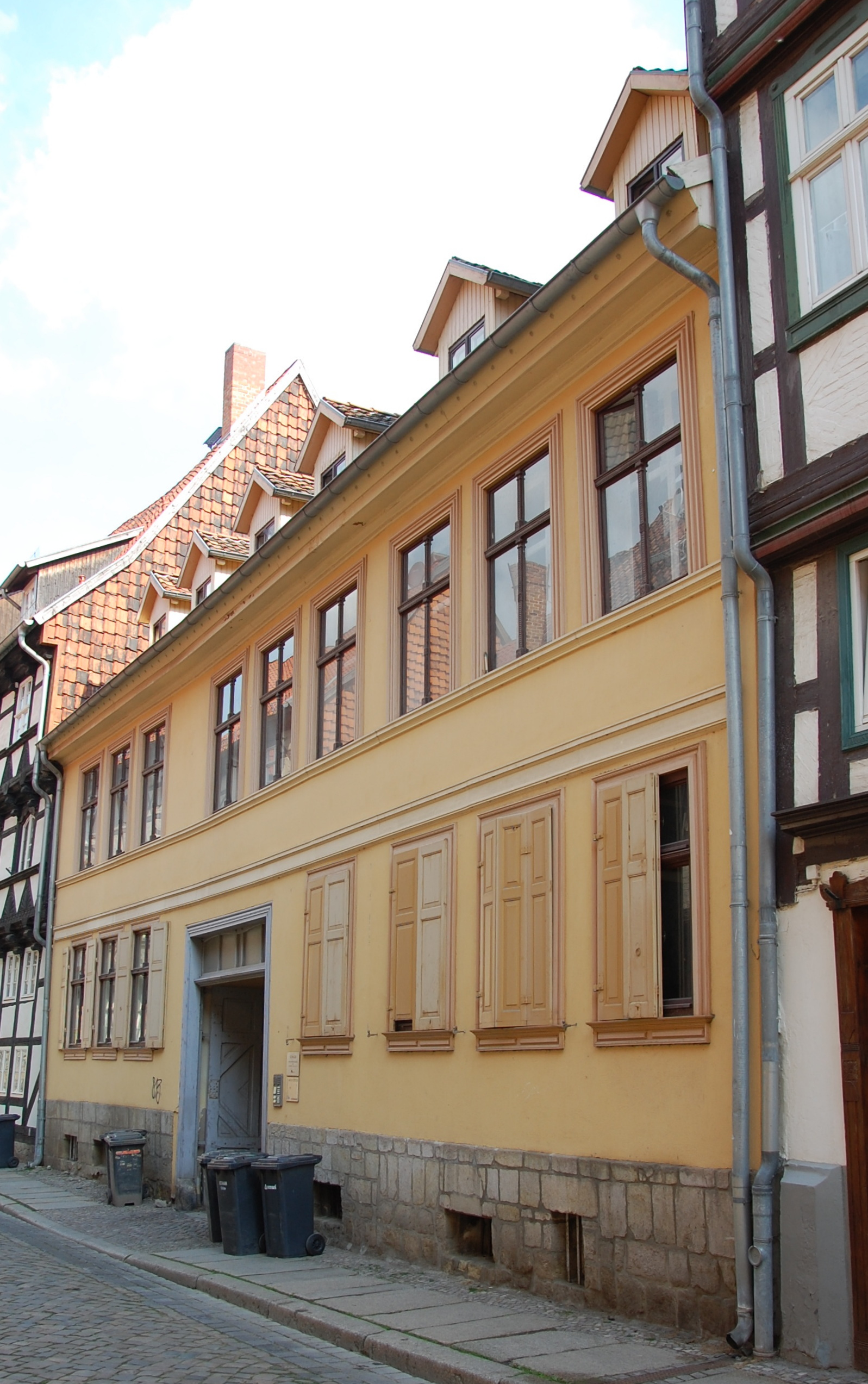
Haus Pölle 49

Das Haus Pölle 49 ist ein denkmalgeschütztes Gebäude in der Stadt Quedlinburg in Sachsen-Anhalt.

## Lage
Es befindet sich im östlichen Teil der historischen Quedlinburger Altstadt auf der Südseite der Straße Pölle und gehört zum UNESCO-Weltkulturerbe. Im Quedlinburger Denkmalverzeichnis ist es als Bürgerhof eingetragen. Östlich grenzt das gleichfalls denkmalgeschützte Haus Pölle 47, 48, westlich das Haus Pölle 50, 51 an.

## Architektur und Geschichte
Das straßenseitige Wohnhaus entstand in seinem Kern vermutlich in der zweiten Hälfte des 17. Jahrhunderts. Das Fachwerkhaus verfügt zur Straße über eine verputzte Fassade im Stil des Spätklassizismus. Im Haus befindet sich eine große Durchfahrt, von der zwei Keller abgehen, die mit geschmiedeten Türen versehen sind.
Von der ursprünglichen Hofanlage ist neben dem Vorderhaus noch ein quer hierzu stehendes Hofgebäude erhalten. Das ebenfalls in Fachwerkbauweise errichtete Wirtschaftsgebäude stammt aus dem 18. Jahrhundert und wurde später zum Wohn- und Geschäftshaus umgestaltet.